# Linífids
Els linífids (Linyphiidae) són una família d'aranyes araneomorfes. Fou descrita per primera vegada per John Blackwall l'any 1859.
Els linífids formen part de la família més extensa en nombre de gèneres, amb 611 i la segona en nombre d'espècies, amb 4.591 (xifres amb data del 10 d'abril de 2019), després dels saltícids que tenen unes 6.126 espècies i 635 gèneres. Aquestes dades canvien molt ràpidament perquè apareixen noves espècies, sigui perquè s'han descobert nous exemplars, sigui perquè s'han descrit exemplars emmagatzemats en les diverses col·leccions que encara estan pendents de ser estudiades; la família encara és poc coneguda per la seva complexitat i diversitat i en els propers anys hi haurà més canvis en la taxonomia.
Construeixen unes peculiars teranyines en forma de llençol o de fulla. En el Regne Unit també les anomenen aranyes dels diners (money spiders), ja que existeix la superstició que si veus aquesta aranya corrent al teu costat, és que ha arribat el moment de tenir roba nova, el que significa bona sort en els negocis.
Alguns dels gèneres més comuns són Neriene, Lepthyphantes, Erigone, Eperigone, Bathyphantes, Troglohyphantes, Palliduphantes i el gènere monotípic Tennesseellum. Són de les aranyes més abundants en les regions temperades, tot i que també són abundants en el tròpic.
Per la seva abundor, presenten una distribució per tot el món i també una important presència en els territoris d'àmbit català. A Noruega s'han observat linífids caminant damunt la neu amb temperatures per sota els -7 °C.

## Sistemàtica
Segons el World Spider Catalog amb data de 10 d'abril de 2019, aquesta família té reconeguts 611 gèneres i 4.591 espècies de les quals 198 pertanyen al gènere Agyneta, 198 a Walckenaeria i 165 Lepthyphantes, els gèneres de linífids amb més espècies descrites. El creixement dels darrers anys és considerable, ja que el 20 de novembre de 2006 hi havia reconeguts 569 gèneres i 4.252 espècies.
Seguint la proposta d'Andrei V. Tanasevitch, la família Liniphidae se subdivideix en 6 subfamílies:
- Dubiaraneinae (Millidge, 1993), amb 87 gèneres
- Erigoninae (Emerton, 1882), amb 2.141 gèneres
- Linyphiinae (Blackwall, 1859), amb 819 gèneres
- Micronetinae (Hull, 1920), amb 1.113 gèneres
- Mynogleninae (Lehtinen, 1967), amb 115 gèneres
- Stemonyphantinae (Wunderlich, 1986) amb 14 gèneres.

De les xifres de gèneres es dedueix que els linifins, els erigonins i els micronetins, contenen la major part de les espècies de la família. Algunes espècies conegudes són Frontinella communis, Neriene radiata i Florinda coccinea.

### Cladograma
El cladograma segons el Tree of Life Project és el següent:
```

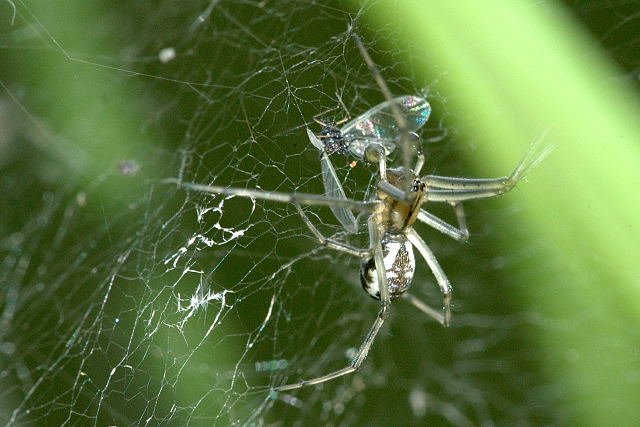
Linyphia triangularis

|-----------Pimoinae (Dubiarareneinae (?))
|
| |--Linyphiini
| |--Linyphiinae--|
| |--| |--Micronetini (?)
| | |
| |--| |--Erigoninae
| | |
|--| |-----Mynogleninae
| 
|--------Stemonyphantinae
```

### Fòssils
Segons el World Spider Catalog versió 19.0 (2018), existeixen els següents gèneres fòssils:
- †Agynetiphantes Wunderlich, 2004
- †Custodela  Petrunkevitch, 1942
- †Custodelela  Wunderlich, 2004
- †Eolabulla  Wunderlich, 2004
- †Eophantes  Wunderlich, 2004
- †Madagascarphantes  Wunderlich, 2012
- †Malepellis  Petrunkevitch, 1971
- †Mystagogus  Petrunkevitch, 1942
- †Paralabulla  Wunderlich, 2004
- †Succineta  Wunderlich, 2004
- †Succiphantes  Wunderlich, 2004

### Superfamília Araneoidea
Els linífids havien format part de la superfamília dels araneoïdeus (Araneoidea), al costat de tretze famílies més entre les quals cal destacar pel seu nombre d'espècies, els mateixos linífids, els aranèids, els terídids i els nestícids.
Les aranyes, tradicionalment, havien estat classificades en famílies que van ser agrupades en superfamílies. Quan es van aplicar anàlisis més rigorosos, com la cladística, es va fer evident que la major part de les principals agrupacions utilitzades durant el segle XX no eren compatibles amb les noves dades. Actualment, els llistats d'aranyes, com ara el World Spider Catalog, ja ignoren la classificació de superfamílies.